# П'ятницька церква (Чернігів)

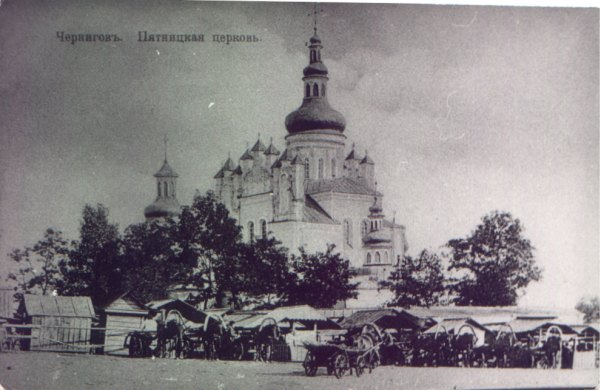
Вигляд церкви після барокових перебудов. Дореволюційне фото

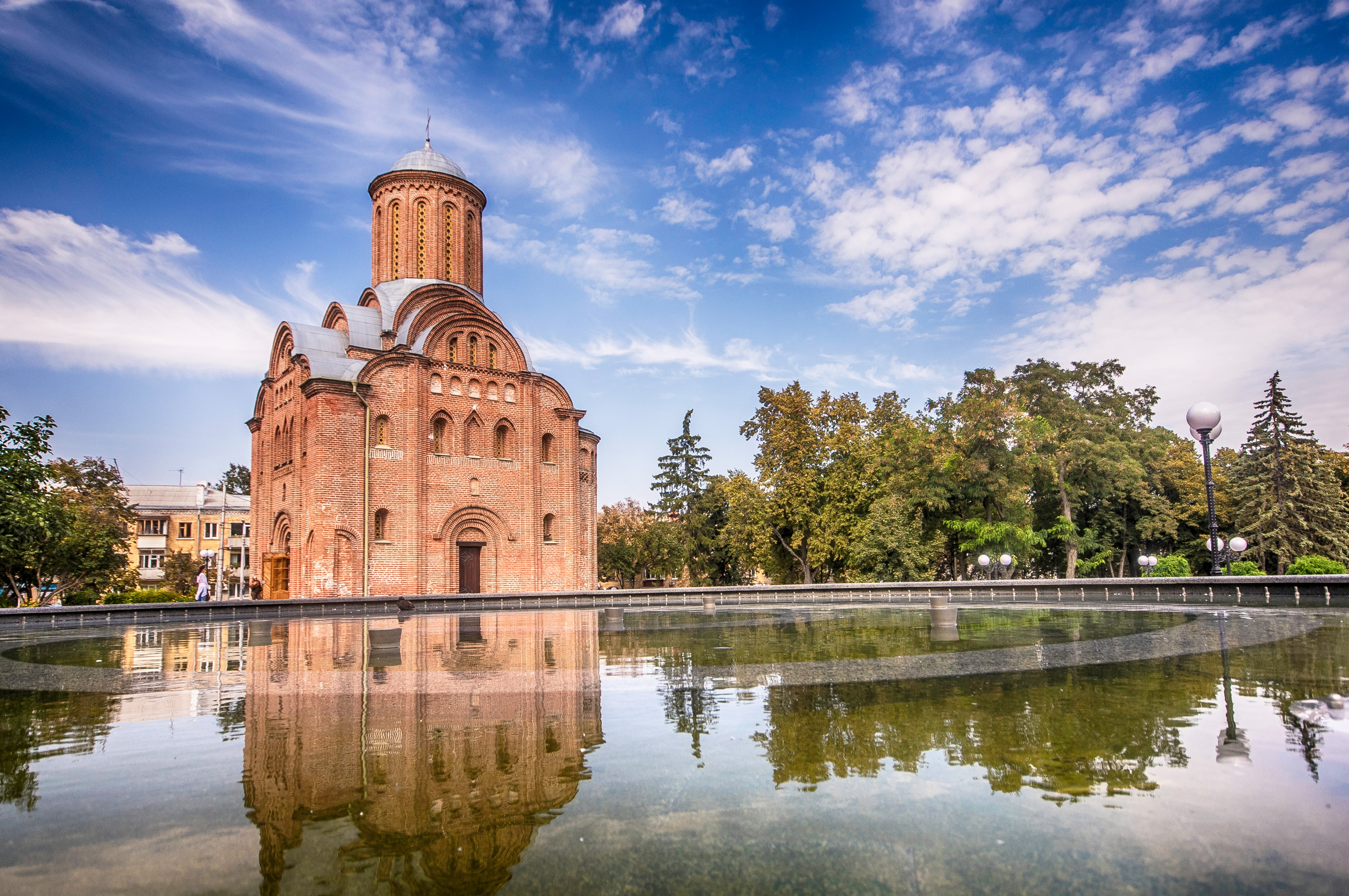
Вид на П'ятницьку церква від фонтану (вересень 2018 року)

П'я́тницька це́рква в Чернігові (правильніше: Хра́м Святої Великомучениці Параске́ви П'я́тниці на́ Торгу́) — православний храм (ПЦУ: Чернігівська єпархія), розташований у Чернігові. Побудований в кінці XII — на початку XIII ст. на чернігівському посаді біля Торгу на кошти купців; чотиристовпна, тринавна, триапсидна, однобанна, в основі плану — чотиристовпний хрестово-купольний храм, майже квадрат у перерізі.

## Історія
Названа на честь Святої Параскеви П'ятниці, котра була покровителькою торгівлі та купців. Є припущення, що церква була збудована на кошти князя Ігоря — героя «Слова о полку Ігоревім», за іншою версією — церкву збудували коштом багатих купців.
Перша згадка про реставрацію храму датується 1670 роком, коли на кошти чернігівського полковника Василя Дуніна-Борковського була зроблена нова покрівля. У 1676 і 1690-х pp. ним же була проведена повна реставрація і перебудова церкви у стилі українського бароко. Імовірно роботи велись під керівництвом архітектора Івана Зарудного. Після реставрації церква набуває вигляду семибанного храму з бароковими фронтонами (на східному окреслювався герб гетьмана Івана Мазепи). У XVII ст. церква була центром П'ятницького жіночого монастиря, що розташовувався біля Міського торгу на П'ятницькому полі. Споруди монастиря складали зрубні келії, а від торгу його відділяла дерев'яна стіна.
У 1750 році в монастирі сталась пожежа, від якої зазнала шкоди і церква. У 1755 році храм був відновлений, а також до нього були прибудовані барокові прибудови, на яких були зроблені невеликі грушеподібні бані.
У 1786 році наказом Катерини ІІ, в ході секуляризації, П'ятницький жіночий монастир було ліквідовано, а всі дерев'яні споруди розібрано (П'ятницький монастир на 1786 рік, за О. Шафонським, складався з П'ятницької церкви, трапезної дерев'яної церкви Іоанна Предтечі, дерев'яної дзвіниці, що розміщувалася над воротами).
У 1818-1820 рр. побудовано двоповерхову дзвіницю (архітектор А. Карташевський; у 1962 р. дзвіницю розібрали). У ній існував храм Святого Прокопія. Після закриття монастиря на його місці хотіли створити народне училище, але ці плани не здійснилися. З 1820-х років на території колишнього П'ятницького монастиря були торговельні лавки та крамниці.
Доля пам'ятки незвичайна. Висока баня, численні ліпні прикраси, ошатні пропорції храму — усі ці риси, без сумніву, давали підставу віднести споруду до стилю українського бароко XVII—XVIII ст. Незвичайною була лише її центрична ступінчата композиція. Дослідники (Горностаєв, Лашкарьов та інші) припускали, що під барочним оздобленням сховані форми давньоруської будівлі, проте кожен висловлював думку, що споруда була або зруйнована до половини і відбудована у XVII ст., або частина старих матеріалів використовувалась при ремонтах стін та верхів (жоден не здогадувався що давньоруська споруда існувала в своєму первісному вигляді, проте значно спотворена добудовами).
На 1916 рік церква мала землю з погостом у 633 квадратні сажні. На території були два дерев'яні будинки для церковнослужителів, цегляні лавки, що здавалися в оренду. Діяла церковна бібліотека, що нараховувала 200 томів книг. При церкві функціонували два навчальних заклади. Прихід складав 91 двір — 963 душі обох статей і різного соціального стану: з них 195 дворян, 36 осіб духовенства, 542 селян, 43 воїнів.

### Руйнація та реставрація
25 вересня 1943 року храм зруйновано (у радянський час тиражувалася версія про знищення пам'ятки німецькими військами у 1941 році при авіаударах по Чернігову. Проте, як свідчать фотодокументи, — храм був неушкоджений впродовж усього періоду окупації міста). За матеріалами чернігівських істориків, бомба була скинута на руїни будинку, що стояв через дорогу від церкви. Від ударної хвилі було пошкоджено більшість прибудов храму.
У грудні 1943 р. до Чернігова приїхав видатний радянський дослідник давньоруського зодчества П. Д. Барановський. На той час від П'ятницької церкви залишилися тільки вівтарна частина, два східні стовпи, частина північної стіни та східна частина закомар з рештками підпружних арок і основою барабана купола. У практично неушкодженому стані була також ротонда-дзвіниця 1820 року.
За спогадами доцента кафедри етнології, археології та краєзнавчо-туристичної роботи Інституту історії, етнології та правознавства ім. О. М. Лазаревського А. К. Адруга про співпрацю з Барановським, той розповідав, що восени 1943 року постало питання про знесення руїн храму. Про такі плани згадує також чернігівський краєзнавець і архітектор А. А. Карнабіда. П. Д. Барановський прибув до Чернігова в складі комісії по визначенню шкоди від злочинів окупаційної влади на території СРСР. Одразу ж увага його була прикута до П'ятницької церкви. Офіційна влада, посилаючись на «незначну історичну цінність будівлі» вирішила розібрати церкву і розчистити тим самим місце для майбутньої запроектованої площі Перемоги. Однак виявилося, що споруда належить не до будов XVII ст., як те стверджувалось у джерелах, а до споруд доби Київської Русі. Дослідження пам'ятки, проведене П. Д. Барановським, дало несподівані результати. Церква зовсім не була схожа на всім відомі давньоруські споруди. Усе свідчило про те, що це пам'ятка нового архітектурного стилю, який сформувався на Русі наприкінці XII ст., за часів «Слова о полку Ігоревім».
Було оголошено конкурс на найкращий проект реставраційних робіт з метою відновити храм у первинному вигляді. Окрім П. Д. Барановського у конкурсі також брав участь М. В. Холостенко. Протягом 1943—1955 років П. Д. Барановський разом з архітекторами Ю. Асєєвим, І. Ігнаткіним, М. Холостенком обміряли та дослідили П'ятницьку церкву. В 1955—1962 тривали основні реставраційні роботи, виконані майстрами П. Самойловою, М. Лапою, П. Куксою й іншими під авторським керівництвом П. Барановського за участю М. Холостенка. Втрачені частини храму відновлювалися за рахунок фрагментів стін, знайдених при розбиранні завалів. Також по периметру ретельно збирали давньоруську плінфу, а за нестачі оригінальної цегли на Чернігівському цегельному заводі було створено окремий цех, де розпочато виготовлення шести різновидів плінфи за оригінальними зразками. Внаслідок цього досліднику вдалося з великою достовірністю відтворити всі форми будови — однієї з найвизначніших пам'яток давньоруської архітектури. Наступні дослідження відкрили багато інших споруд цього архітектурного стилю. У 1962 році за розпорядженням головного архітектора міста К. К. Сергієвського було знесено дзвіницю. Після завершення внутрішніх робіт по реставрації підлоги за проектом М. Холостенка 1972 р. П'ятницьку церкву відкрито як музей.
З 1972 по 1989 рік у церкві діяла експозиція «П'ятницька церква — пам'ятка давньоруської архітектури і мистецтва ХІІ століття». З 1991 року П'ятницька церква — діючий храм Української православної церкви Київського патріархату.
На початку 2000-х років було зроблене цікаве відкриття: радянські реставратори потинькували вимощений цеглою в стіні хрест, датований кінцем ХІІ — поч. ХІІІ ст.. Нині хрест розчищено.
Церква невелика за розмірами (16 X 11,5 м в плані), з чотирма восьмигранними стовпами всередині, трьома апсидами, високою главою, винятково струнка за пропорціями, з вишуканою й гармонійною композицією. На відміну від статичних форм споруд попередніх часів, композиція П'ятницької церкви є динамічною, її стіни стрімко наростають угору трьома рядами арок над основним об'ємом. Вертикальність споруди підкреслюється профільованими пілястрами. Вертикальні й криволінійні елементи, що домінують у композиції, врівноважуються горизонтальними ярусами вікон другого поверху, пасами декоративних ніш різної форми та масштабу, меандровим фризом, що нагадує архітектуру XI ст., сітчатим орнаментом на апсидах. Вертикальні профільовані пілястри на різних висотах завершуються короткими, але енергійними штрихами карнизів. Рожевий колір стін поєднується з білими потинькованими полями декоративних ніш та різнобарвними орнаментами на порталах.
Всередині церква нагадує башту. Художній ефект фрескового розпису підсилюється різнобарвною підлогою з жовтих, зелених і темно-вишневих полив'яних плиток. П'ятницьку церкву в Чернігові іноді алегорично називають «Словом о полку Ігоревім» в архітектурі. Розташована вона у центрі Чернігова за міським театром, серед скверу, де колись був чернігівський торг.

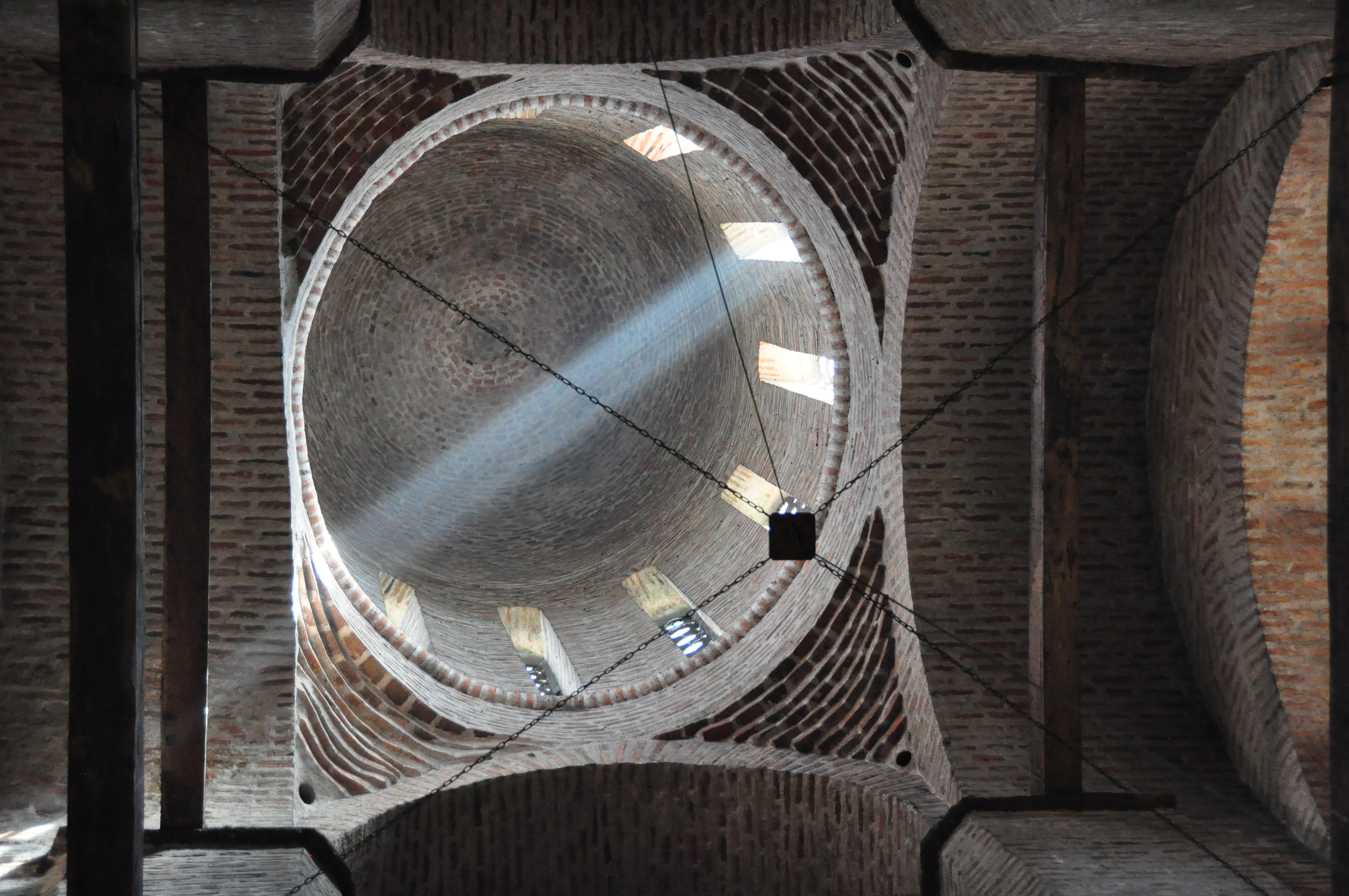
Склепіння П'ятницької церкви (фото 2011 року)
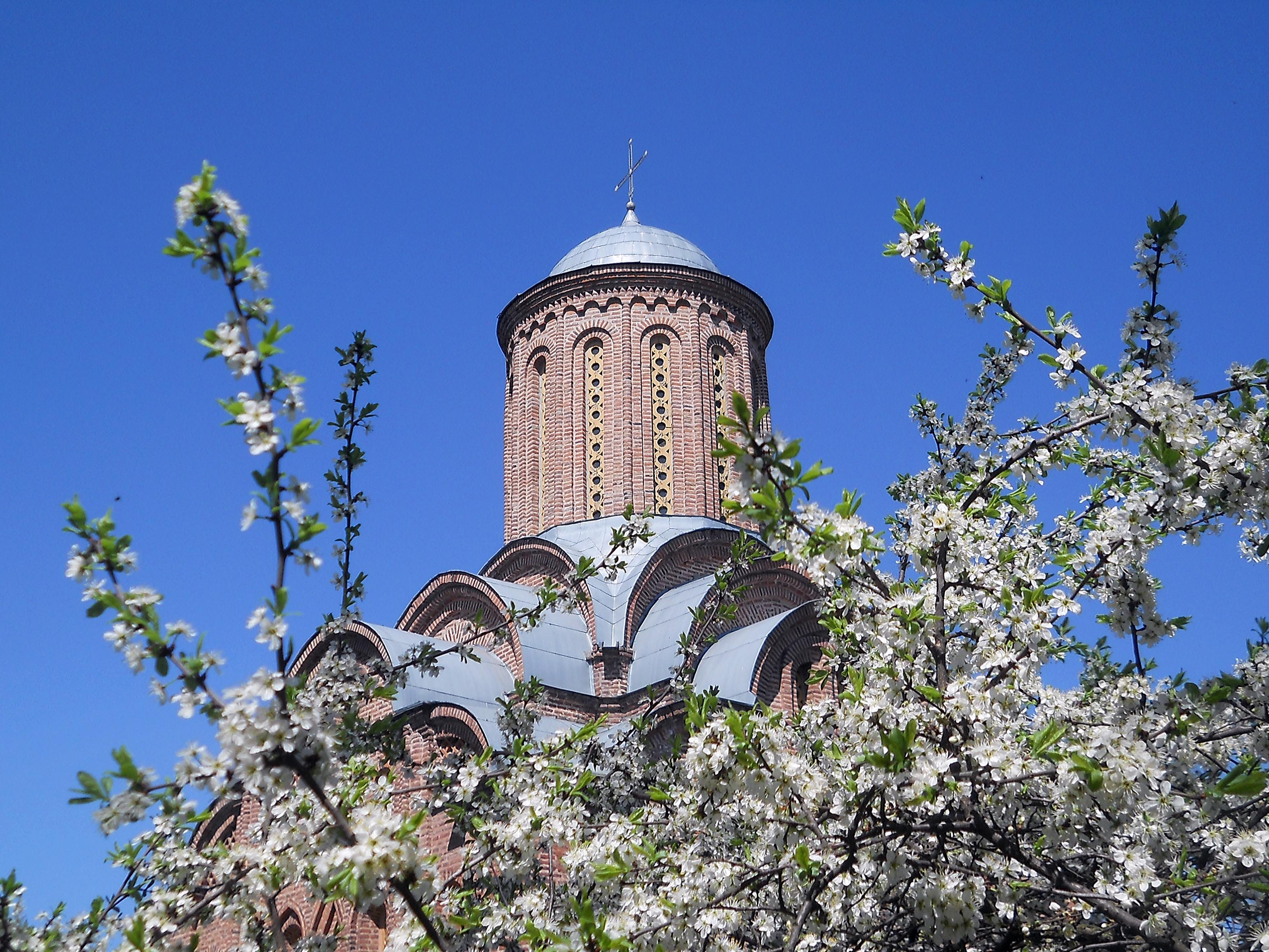
Вид на церкву(фото 2013 року)
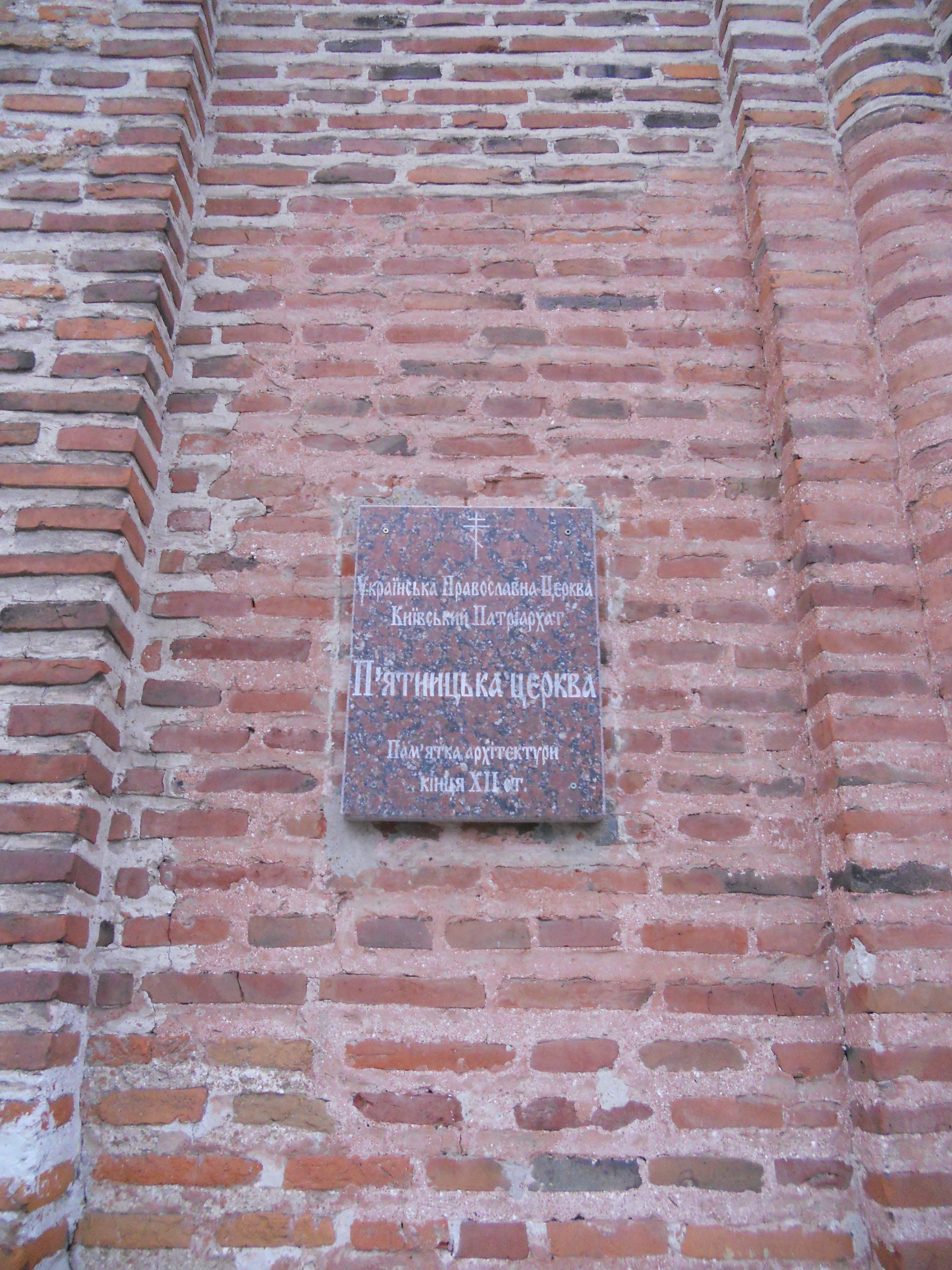
П'ятницька церква (пам’ятна табличка, фото 2015 рік)
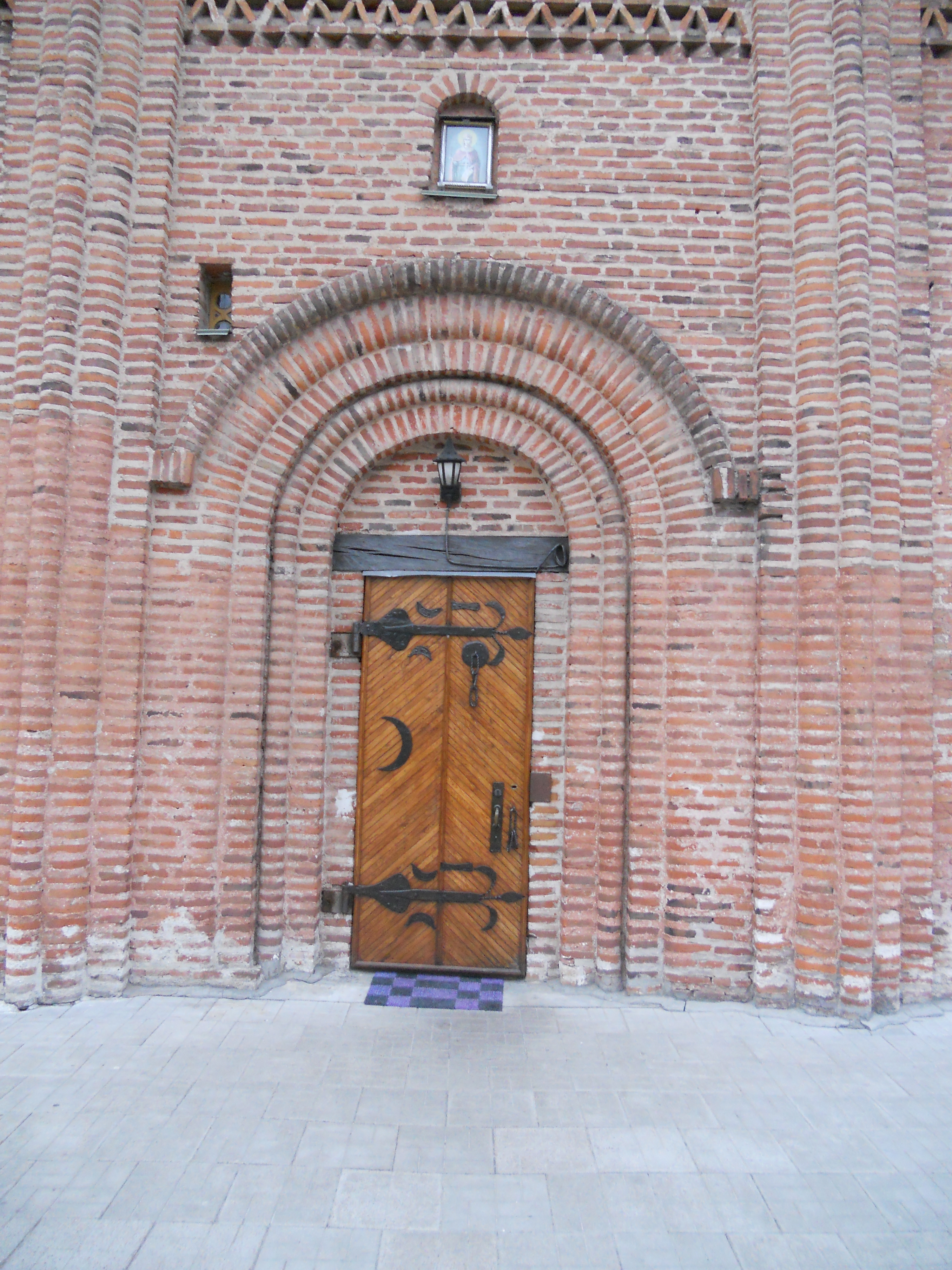
П'ятницька церква (вхідні двері, фото 2015 рік)

### Російсько-українська війна
Пошкоджена внаслідок ракетного удару по Драмтеатру 19 серпня 2023 року. Серед постраждалих внаслідок удару були й ті, хто повертався після святкової служби із церкви

## Настоятелі
Настоятель церкви — отець Мирон.

## Галерея

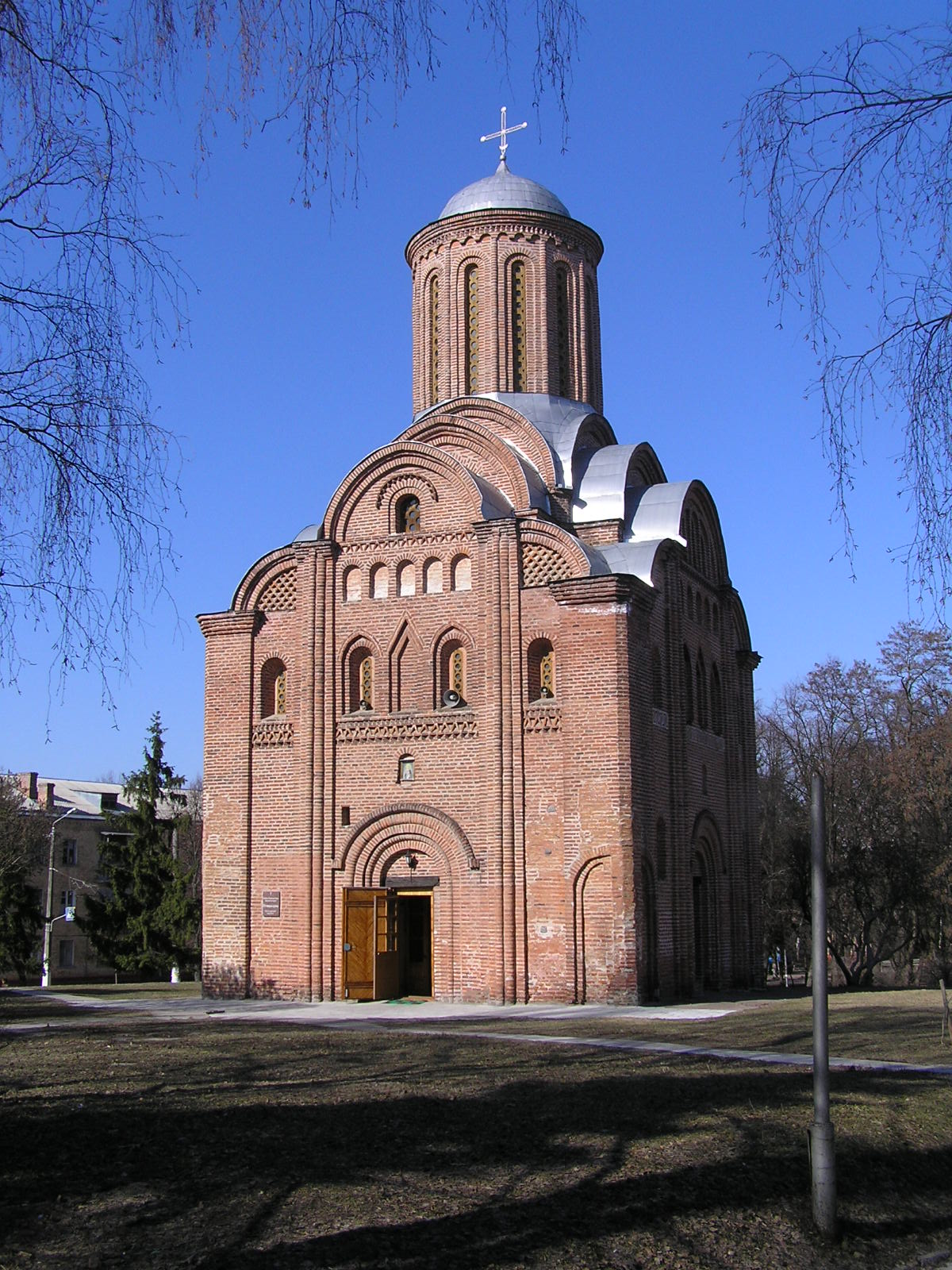
Квітень 2006 року
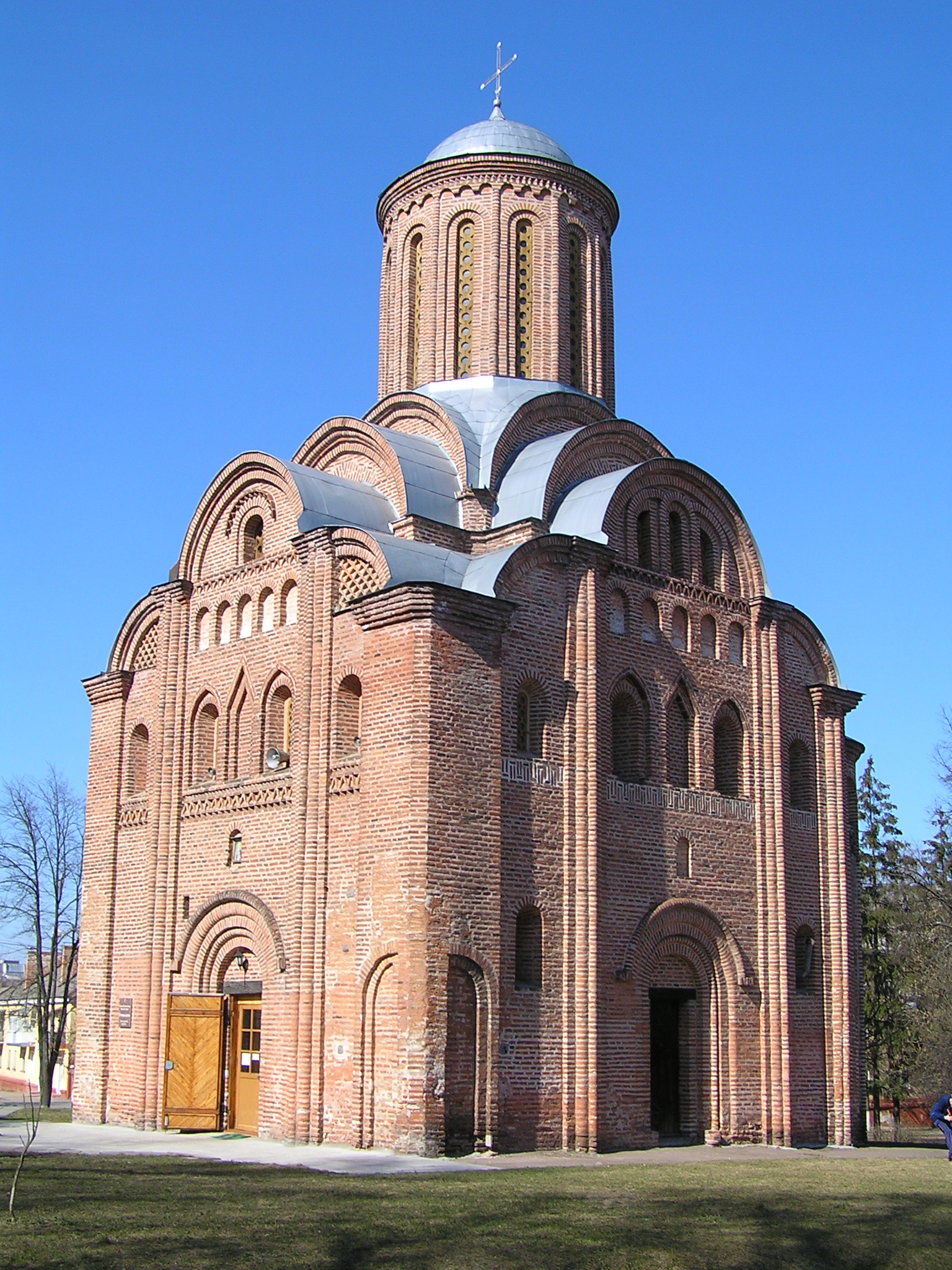
Березень 2007 року
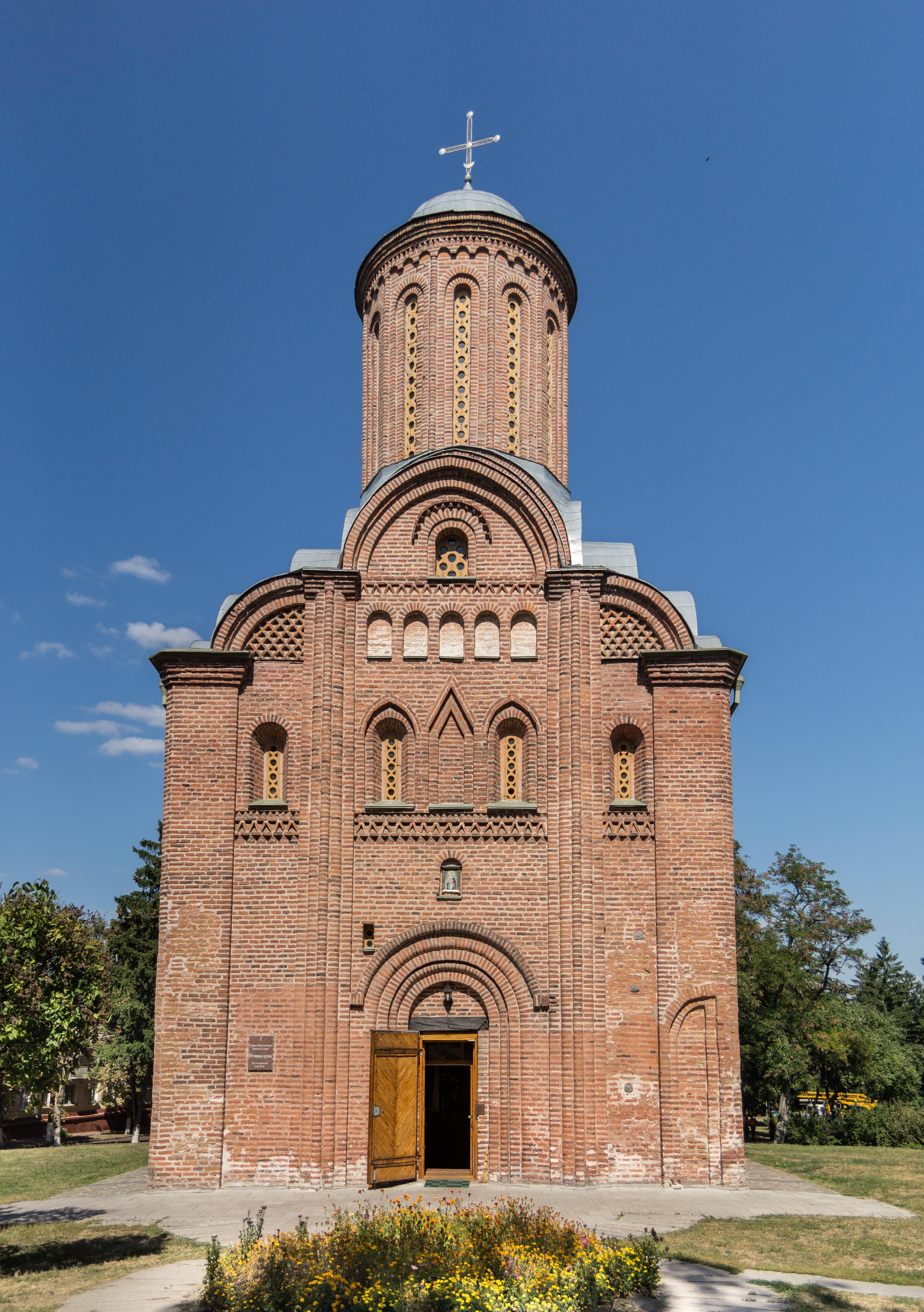
Серпень 2013 року
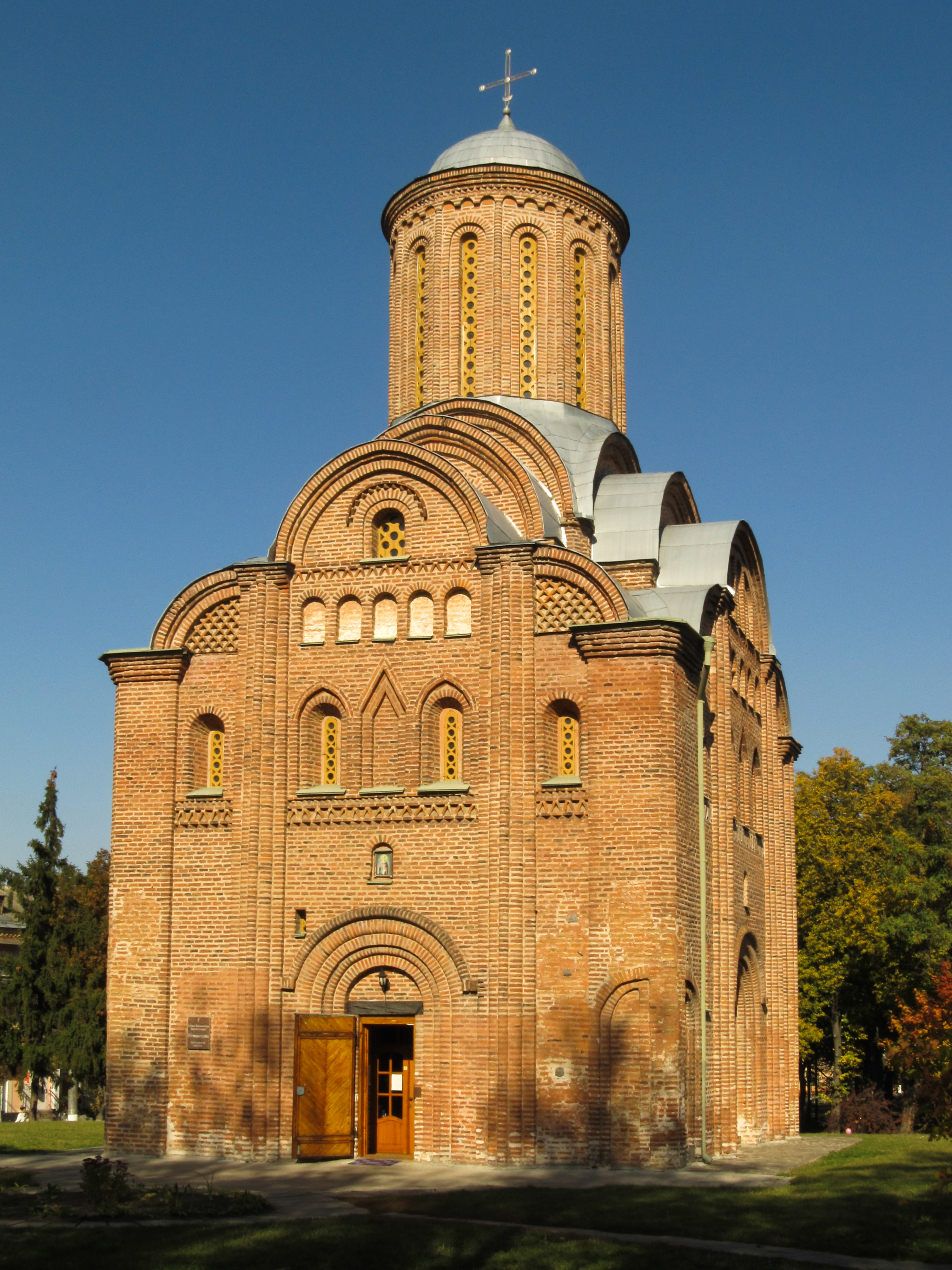
Жовтень 2014 року
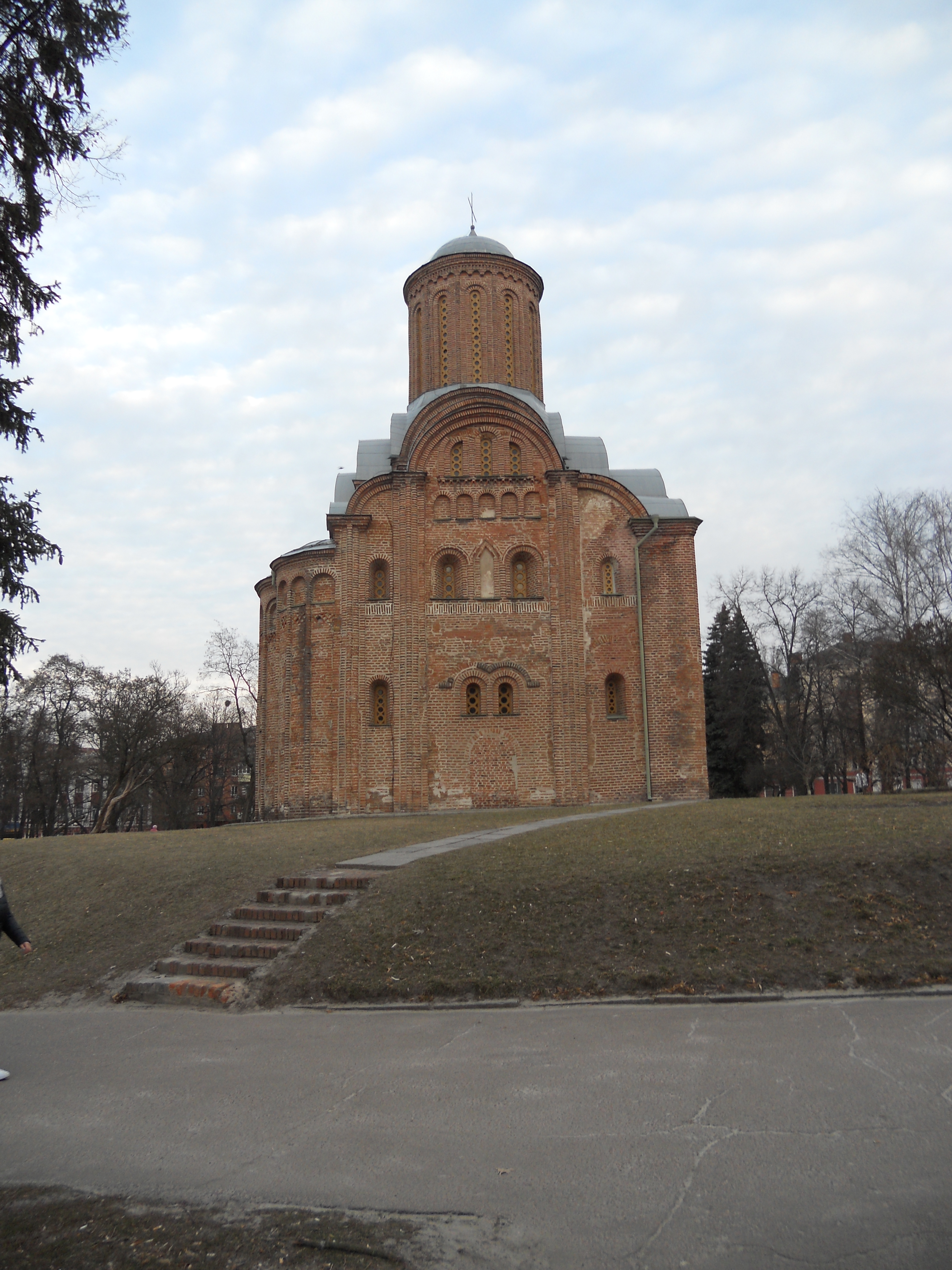
Березень 2015 року
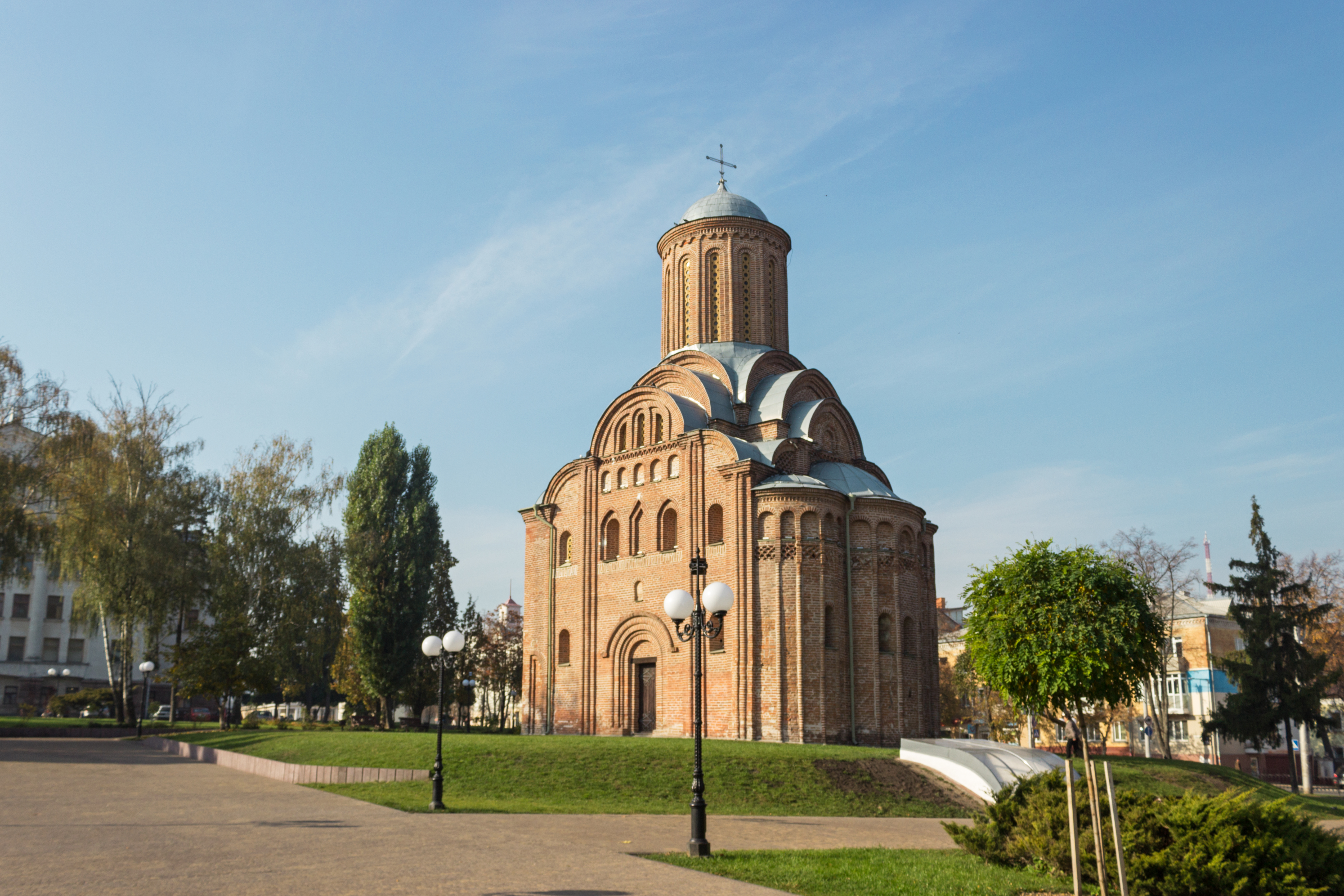
Жовтень 2018 року
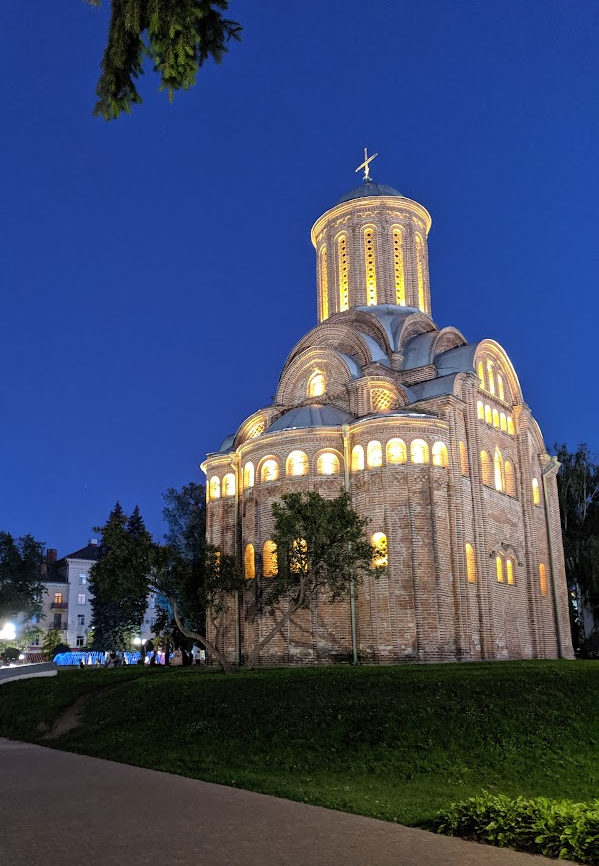
Серпень 2019 року